# Néstor Craviotto
Néstor Oscar Craviotto (La Plata; 3 de octubre de 1963) es un exjugador y entrenador de fútbol argentino. Actualmente no dirige a ningún club.

## Trayectoria como entrenador
Comenzó dirigiendo en el mismo club de su retiro como jugador, es decir, en San Martín (SJ) en 1999.
El día 18 de agosto de 2000 dirige su primer partido como entrenador de Estudiantes de La Plata, club que comandaría hasta el 15 de septiembre de 2002, luego de 80 partidos.
A Unión de Santa Fe lo dirigió desde el 1 de noviembre de 2002 hasta el 2 de abril de 2003.
En Chacarita Juniors estaría desde el 1 de agosto de 2003 hasta el 14 de diciembre del mismo año.
Entre enero y marzo de 2004 tendría su primera experiencia internacional dirigiendo al Emelec de Ecuador.
Para 2005 llega a las liga de ascenso dirigiendo al Belgrano de Córdoba, luego tendrá segundas experiencias en  Unión de Santa Fe y San Martín SJ además de comandar al Centenario de Neuquén y la Selección sub-20 de Guatemala en 2008.
Desde 2009 Craviotto ha dirigido en el fútbol internacional con comentarios y resultados favorables en sus pasos por la ligas de Bolivia, Chile y Colombia.
En 2016 llega a Colombia a dirigir al Deportivo Pereira, equipo que militaba en la Segunda División del fútbol colombiano, en reemplazo de su compatriota Hernán Lisi que había fracasado en el intento de retornar al grande matecaña a la Primera División. En su primera experiencia dirigiendo en Colombia logró números increíbles logrando el liderato con 70 puntos y siendo firme candidato a lograr el ascenso con 10 puntos de ventaja sobre el segundo en la tabla, América de Cali. En los cuadrangulares el equipo decayó en su nivel logrando apenas dos puntos en tres partidos, pero lograría dos victorias importantes ante Tigres Fútbol Club y Bogotá F.C. por 2-0 y 3-0 respectivamente llegando a la última fecha con opciones de ascender. Jugaría el último partido con Leones, pero terminó empatando por 2-2 lo cual no le alcanzó para lograr el ascenso. De esta manera, sería despedido al no lograr el ascenso con el equipo pereirano.
Para el 2017 llegaría al Atlético Huila con la misión de lograr mantener al cuadro opita lo más lejos posible del descenso, pero sin embargo en 2018 se confirmaría la salida del club.
En 2019 Craviotto regresaría al cuadro Matecaña con el objetivo de conseguir el ascenso, tuvo una excelente campaña, siendo campeón del Torneo de Ascenso ante Cortuluá por el primer semestre, y ante Boyacá Chicó en Tunja en el segundo semestre, sin embargo para el año 2020 no tendría buen arranque, comenzó el equipo siendo derrotado ante Atlético Nacional y Alianza Petrolera, de local lograría su primer triunfo en la primera venciendo 2 x 0 a Cúcuta, empatando ante Equidad y con victoria ante Jaguares y Chicó, los malos resultados continuarían cayendo ante Once Caldas, empatando ante Cali, otra derrota ante Santa Fe, otro empate ante Medellín, Tolima, Once Caldas y Envigado, y otra derrota más ante Bucaramanga, Junior de Barranquilla lo cual generaría para el 19 de octubre del 2020 su renuncia como director técnico.
El 13 de septiembre de 2021 se convierte en nuevo entrenador del Atlético Bucaramanga, para luego regresar a dirigir al Atlético Huila el 16 de junio del 2022 logrando el ascenso, ocupó el cargo hasta el 21 de agosto de 2023.
Tras dirigir durante 7 temporadas en Colombia, el 24 de diciembre de 2023 se convierte en nuevo entrenador del Club Deportivo Unión Comercio de la Primera División del Perú. Estaría en el cargo hasta el 15 de marzo de 2024 tras caer goleado 4:0 con Deportivo Garcilaso.
El 31 de mayo de 2024 regreso a Colombia para dirigir al Jaguares de Córdoba, con un saldo negativo de 3 empates y 3 derrotas renunció al cargo el 19 de agosto de 2024.

## Clubes

### Como futbolista
| Club                | País                | Año                 | Partidos | Goles |
| ------------------- | ------------------- | ------------------- | -------- | ----- |
| Estudiantes LP      | Argentina           | 1983-1991           | 196      | 15    |
| Independiente       | Argentina           | 1992-1996           | 143      | 14    |
| Estudiantes LP      | Argentina           | 1997                | 28       | 4     |
| Banfield            | Argentina           | 1998                | 68       | 6     |
| San Martín SJ       | Argentina           | 1999                | 3        | 0     |
| Total en clubes     | Total en clubes     | Total en clubes     | 438      | 39    |
| Selección Mayor     | Argentina           | 1991-1994           | 11       | 2     |
| Total en su carrera | Total en su carrera | Total en su carrera | 449      | 41    |

### Otros cargos
| Club                  | País      | Año       | Rol                         |
| --------------------- | --------- | --------- | --------------------------- |
| Centenario de Neuquén | Argentina | 2006-2007 | Gerente Deportivo           |
| Santiago Wanderers    | Chile     | 2009-2010 | A.T. de Humberto Zuccarelli |

### Como entrenador
| Club                                   | País                     | Año                      | Partidos Dirigidos |
| -------------------------------------- | ------------------------ | ------------------------ | ------------------ |
| San Martín SJ                          | Argentina                | 1999-2000                |                    |
| Estudiantes LP                         | Argentina                | 2000-2002                | 80                 |
| Unión de Santa Fe                      | Argentina                | 2002-2003                | 13                 |
| Chacarita Juniors                      | Argentina                | 2003                     | 19                 |
| Emelec                                 | Ecuador                  | 2004                     | 7                  |
| Belgrano de Córdoba                    | Argentina                | 2005                     | 6                  |
| Unión de Santa Fe                      | Argentina                | 2005-2006                | 25                 |
| Selección Guatemalteca Sub-20          | Guatemala                | 2007-2008                |                    |
| San Martín SJ                          | Argentina                | 2008                     | 9                  |
| The Strongest                          | Bolivia                  | 2010-2011                | 44                 |
| Club Sportivo Belgrano (San Francisco) | Argentina                | 2012                     | 28                 |
| Unión La Calera                        | Chile                    | 2013-2014                | 51                 |
| The Strongest                          | Bolivia                  | 2014-2015                | 44                 |
| Deportivo Pereira                      | Colombia                 | 2016                     | 44                 |
| Atlético Huila                         | Colombia                 | 2017-2018                | 60                 |
| Deportivo Pereira                      | Colombia                 | 2019-2020                | 71                 |
| Atlético Bucaramanga                   | Colombia                 | 2021-2022                | 19                 |
| Atlético Huila                         | Colombia                 | 2022-2023                | 56                 |
| Unión Comercio                         | Perú                     | 2024                     |                    |
| Jaguares de Córdoba                    | Colombia                 | 2024                     | 6                  |
| Total Partidos Dirigidos               | Total Partidos Dirigidos | Total Partidos Dirigidos | 510                |

## Estadistícas como entrenador
| Equipo                                              | Torneo            | Partidos | Partidos | Partidos | Partidos |
| Equipo                                              | Torneo            | PJ       | PG       | PE       | PP       |
| --------------------------------------------------- | ----------------- | -------- | -------- | -------- | -------- |
| Estudiantes LP Argentina                            |                   |          |          |          |          |
| Apertura 2000                                       | 10                | 3        | 4        | 3        |          |
| Clausura 2001                                       | 19                | 7        | 6        | 6        |          |
| Apertura 2001                                       | 19                | 7        | 6        | 6        |          |
| Clausura 2002                                       | 19                | 7        | 6        | 6        |          |
| Apertura 2002                                       | 13                | 5        | 5        | 3        |          |
| Total club                                          | 80                | 29       | 27       | 24       |          |
| Unión de Santa Fe Argentina                         |                   |          |          |          |          |
| Apertura 2002                                       | 5                 | 2        | 1        | 2        |          |
| Clausura 2003                                       | 8                 | 3        | 2        | 3        |          |
| B Nacional 2005                                     | 19                | 5        | 9        | 5        |          |
| B Nacional 2006                                     | 6                 | 2        | 1        | 3        |          |
| Total club                                          | 38                | 12       | 13       | 13       |          |
| Chacarita Juniors Argentina                         |                   |          |          |          |          |
| Apertura 2003                                       | 19                | 5        | 9        | 5        |          |
| Total club                                          | 19                | 5        | 9        | 5        |          |
| Emelec · Ecuador                                    |                   |          |          |          |          |
| Primera División 2004                               | 7                 | 4        | 0        | 3        |          |
| Total club                                          | 7                 | 4        | 0        | 3        |          |
| Belgrano de Córdoba Argentina                       |                   |          |          |          |          |
| B Nacional 2005                                     | 6                 | 1        | 2        | 3        |          |
| Total club                                          | 6                 | 1        | 2        | 3        |          |
| Selección de fútbol sub-20 de Guatemala · Guatemala |                   |          |          |          |          |
| Eliminatoria Concacaf Sub-20 (2008)                 | 3                 | 1        | 1        | 1        |          |
| Total club                                          | 3                 | 1        | 1        | 1        |          |
| San Martín (SJ) Argentina                           |                   |          |          |          |          |
| B Nacional 2009                                     | 9                 | 3        | 2        | 4        |          |
| Total club                                          | 9                 | 3        | 2        | 4        |          |
| Sportivo Belgrano Argentina                         |                   |          |          |          |          |
| Federal A 2012                                      | 16                | 7        | 4        | 5        |          |
| Copa Argentina 2012                                 | 2                 | 2        | 0        | 0        |          |
| Total club                                          | 18                | 9        | 4        | 5        |          |
| Unión La Calera · Chile                             |                   |          |          |          |          |
| Transición 2013                                     | 17                | 8        | 2        | 7        |          |
| Apertura 2013                                       | 17                | 3        | 6        | 8        |          |
| Clausura 2014                                       | 17                | 6        | 2        | 9        |          |
| Total club                                          | 51                | 17       | 10       | 24       |          |
| The Strongest · Bolivia                             |                   |          |          |          |          |
| Clausura 2010                                       | 22                | 10       | 2        | 10       |          |
| Adecuación 2011                                     | 22                | 10       | 5        | 7        |          |
| Apertura 2014                                       | 22                | 11       | 4        | 7        |          |
| Finalización 2015                                   | 14                | 8        | 3        | 3        |          |
| Copa Libertadores 2015                              | 8                 | 4        | 1        | 3        |          |
| Total club                                          | 88                | 43       | 15       | 30       |          |
| Atlético Huila · Colombia                           |                   |          |          |          |          |
| Finalización 2017                                   | 20                | 7        | 6        | 7        |          |
| Copa Colombia 2017                                  | 2                 | 0        | 1        | 1        |          |
| Apertura 2018                                       | 23                | 9        | 7        | 7        |          |
| Finalización 2018                                   | 9                 | 0        | 2        | 7        |          |
| Copa Colombia 2018                                  | 6                 | 0        | 3        | 3        |          |
| Finalización 2022                                   | 26                | 12       | 5        | 9        |          |
| Repechaje por el ascenso 2022                       | 2                 | 1        | 0        | 1        |          |
| Primera A 2023                                      | 26                | 7        | 4        | 15       |          |
| Copa Colombia 2023                                  | 2                 | 0        | 1        | 1        |          |
| Total club                                          | 116               | 36       | 29       | 51       |          |
| Deportivo Pereira · Colombia                        |                   |          |          |          |          |
| Primera B 2016                                      | 38                | 24       | 7        | 7        |          |
| Copa Colombia 2016                                  | 6                 | 1        | 1        | 4        |          |
| Primera B 2019                                      | 46                | 25       | 13       | 8        |          |
| Copa Colombia 2019                                  | 10                | 6        | 3        | 1        |          |
| Primera A 2020                                      | 15                | 3        | 6        | 6        |          |
| Total club                                          | 115               | 59       | 30       | 26       |          |
| Atlético Bucaramanga · Colombia                     |                   |          |          |          |          |
| Primera A 2021                                      | 11                | 3        | 4        | 4        |          |
| Primera A 2022                                      | 8                 | 2        | 2        | 4        |          |
| Total club                                          | 19                | 5        | 6        | 8        |          |
| Consolidado Total                                   | Consolidado Total | 479      | 196      | 126      | 157      |

## Palmarés

### Como futbolista

#### Campeonatos nacionales
| Título           | Club                    | País      | Año    |
| ---------------- | ----------------------- | --------- | ------ |
| Primera División | Estudiantes de La Plata | Argentina | N-1983 |
| Primera División | Independiente           | Argentina | C-1994 |

#### Campeonatos internacionales
| Título                    | Club                | País           | Año  |
| ------------------------- | ------------------- | -------------- | ---- |
| Copa América              | Selección Argentina | Chile          | 1991 |
| Copa FIFA Confederaciones | Selección Argentina | Arabia Saudita | 1992 |
| Copa Artemio Franchi      | Selección Argentina | Argentina      | 1993 |
| Copa América              | Selección Argentina | Ecuador        | 1993 |
| Supercopa Sudamericana    | Independiente       | Argentina      | 1994 |
| Recopa Sudamericana       | Independiente       | Argentina      | 1995 |

### Como entrenador

#### Campeonatos nacionales
| Título    | Club              | País     | Año  |
| --------- | ----------------- | -------- | ---- |
| Primera B | Deportivo Pereira | Colombia | 2019 |